# 나주시의 국회의원

## 행정구역 변천
- 1945년 8월 15일 전라남도 나주군
- 1949년 8월 14일 나주군 평동면·삼도면·본량면이 광산군에 편입
- 1981년 7월 1일 나주군 나주읍·영산포읍이 금성시로 승격
- 1986년 1월 1일 금성시를 나주시로 개칭
- 1995년 1월 1일 나주시와 나주군을 통합하여 '나주시' 설치

## 나주시의 역대 국회의원 일람
| 대수         | 이름           | 소속정당                           | 임기                               | 선거구역                                                                    |
| ------------ | -------------- | ---------------------------------- | ---------------------------------- | --------------------------------------------------------------------------- |
| 제1대        | 이항발(李恒發) | 무소속                             | 1948년 5월 31일 - 1950년 5월 30일  | 나주군 갑: 다도면 왕곡면 반남면 공산면 동강면 다시면 봉황면 세지면 영산포읍 |
| 제1대        | 김상호(金尙浩) | 한국민주당                         | 1948년 5월 31일 - 1950년 5월 30일  | 나주군 을: 나주읍 남평면 문평면 삼도면 본량면 평동면 노안면 금천면 산포면   |
| 제2대        | 김종순(金宗順) | 무소속                             | 1950년 5월 31일 - 1954년 5월 30일  | 나주군 갑: 다도면 봉황면 세지면 영산포읍 왕곡면 반남면 공산면 동강면        |
| 제2대        | 서상덕(徐相德) | 대한청년단                         | 1950년 5월 31일 - 1954년 5월 30일  | 나주군 을: 남평면 산포면 금천면 노안면 문평면 다시면 나주읍                 |
| 제3대        | 최영철(崔榮哲) | 무소속                             | 1954년 5월 31일 - 1958년 5월 30일  | 나주군 갑: 다도면 봉황면 세지면 영산포읍 왕곡면 반남면 공산면 동강면        |
| 제3대        | 정명섭(丁明燮) | 자유당                             | 1954년 5월 31일 - 1958년 5월 30일  | 나주군 을: 남평면 산포면 금천면 노안면 문평면 다시면 나주읍                 |
| 제4대        | 이사형(李社炯) | 무소속                             | 1958년 5월 31일 - 1960년 7월 28일  | 나주군 갑: 영산포읍 차도면 봉황면 세지면 왕곡면 반남면 공산면 동강면        |
| 제4대        | 정명섭(丁明燮) | 자유당                             | 1958년 5월 31일 - 1960년 7월 28일  | 나주군 을: 나주읍 남평면 산포면 금천면 노안면 문평면 다시면                 |
| 제5대 민의원 | 정문채(鄭文采) | 민주당                             | 1960년 7월 29일 - 1961년 5월 16일  | 나주군 갑: 영산포읍 차도면 봉황면 세지면 왕곡면 반남면 공산면 동강면        |
| 제5대 민의원 | 이경(李京)     | 민주당                             | 1960년 7월 29일 - 1961년 5월 16일  | 나주군 을: 나주읍 남평면 산포면 금천면 노안면 문평면 다시면                 |
| 제6대        | 정명섭(丁明燮) | 자유민주당                         | 1963년 12월 17일 - 1967년 6월 30일 | 나주군 일원(제16선거구)                                                     |
| 제7대        | 이호범(李浩範) | 민주공화당                         | 1969년 3월 1일 - 1971년 6월 30일   | 나주군 일원(제16선거구)                                                     |
| 제8대        | 나석호(羅碩昊) | 신민당                             | 1971년 7월 1일 - 1972년 10월 17일  | 나주군 일원(제18선거구)                                                     |
| 제9대        | 임인채(林忍采) | 민주공화당                         | 1973년 3월 12일 - 1979년 3월 11일  | 광산군·나주군 일원(제5선거구)                                               |
| 제9대        | 김윤덕(金胤德) | 신민당                             | 1973년 3월 12일 - 1979년 3월 11일  | 광산군·나주군 일원(제5선거구)                                               |
| 제10대       | 김윤덕(金胤德) | 1979년 3월 12일 - 1980년 10월 27일 |                                    | 광산군·나주군 일원(제5선거구)                                               |
| 제10대       | 한갑수(韓甲洙) | 1979년 3월 12일 - 1980년 10월 27일 | 무소속                             | 광산군·나주군 일원(제5선거구)                                               |
| 제11대       | 나석호(羅碩昊) | 민주정의당                         | 1981년 4월 11일 - 1985년 4월 10일  | 광산군·나주군 일원(제6선거구)                                               |
| 제11대       | 이재근(李載根) | 민주한국당                         | 1981년 4월 11일 - 1985년 4월 10일  | 광산군·나주군 일원(제6선거구)                                               |
| 제12대       | 나석호(羅碩昊) | 민주정의당                         | 1985년 4월 11일 - 1988년 5월 29일  | 금성시·광산군·나주군 일원(제6선거구)                                        |
| 제12대       | 이재근(李載根) | 민주한국당                         | 1985년 4월 11일 - 1988년 5월 29일  | 금성시·광산군·나주군 일원(제6선거구)                                        |
| 제13대       | 이재근(李載根) | 평화민주당                         | 1988년 5월 30일 - 1992년 5월 29일  | 나주시·나주군 일원                                                          |
| 제14대       | 김장곤(金莊坤) | 민주당                             | 1992년 5월 30일 - 1996년 5월 29일  | 나주시·나주군 일원                                                          |
| 제15대       | 정호선(鄭鎬宣) | 새정치국민회의                     | 1996년 5월 30일 - 2000년 5월 29일  | 나주시 일원                                                                 |
| 제16대       | 배기운(裵奇雲) | 새천년민주당                       | 2000년 5월 30일 - 2004년 5월 29일  | 나주시 일원                                                                 |
| 제17대       | 최인기(崔仁基) | 무소속                             | 2004년 5월 30일 - 2008년 5월 29일  | 나주시 ·화순군 일원                                                         |
| 제18대       | 최인기(崔仁基) | 통합민주당                         | 2008년 5월 30일 - 2012년 5월 29일  | 나주시 ·화순군 일원                                                         |
| 제19대       | 배기운(裵奇雲) | 민주통합당                         | 당선 무효                          | 나주시 ·화순군 일원                                                         |
| 제19대       | 신정훈(辛正勳) | 새정치민주연합                     | 2014년 7월 31일 ~ 2016년 5월 29일  | 나주시 ·화순군 일원                                                         |
| 제20대       | 손금주(孫今柱) | 국민의당                           | 2016년 5월 30일 ~ 2020년 5월 29일  | 나주시 ·화순군 일원                                                         |
| 제21대       | 신정훈(辛正勳) | 더불어민주당                       | 2020년 5월 30일 ~ 2024년 5월 29일  | 나주시 ·화순군 일원                                                         |
| 제22대       | 신정훈(辛正勳) | 더불어민주당                       | 2024년 5월 30일 ~                  | 나주시 ·화순군 일원                                                         |

## 같이 보기
- 광주 광산구의 국회의원
- 나주군의 국회의원
- 담양군의 국회의원
- 함평군의 국회의원
- 영광군의 국회의원
- 장성군의 국회의원
- 화순군의 국회의원
- 나주시·나주군
- 나주시 (선거구)
- 나주시·화순군